# 尼德瓦爾德紀念碑
尼德瓦爾德紀念碑（德語：Niederwalddenkmal）是位於德國黑森莱茵河畔吕德斯海姆附近的尼德瓦爾德的一座紀念碑，它在1871年至1883年間建造，為了紀念德意志民族的統一。該紀念碑同時位於世界文化遺產——德国葡萄酒产区萊茵峽谷之中。

## 歷史
這座紀念碑是為紀念普法戰爭結束後於1871年德意志帝國的建立而建造的。 皇帝威廉一世於1871年9月16日為此奠基。 雕塑家是約翰內斯·席林（Johannes Schilling），建築師是卡爾·維斯巴赫（Karl Weißbach）。 這項工作的總費用粗估為一百萬德國馬克。 這座紀念碑於1883年9月28日揭幕。38米高的紀念碑代表了所有德國人的聯合。

## 描述

### 构造
基座上矗立着德意志国家化身，高12.5米的日耳曼尼亚的铜像。她坐在带有鹰头的“古老德国风格”的皇帝宝座上，左手持环绕着月桂叶的皇室之剑，右手举着月桂树环绕的德意志帝国皇冠。虽然整个塑像朝向南方，但她的头却稍微向左转，也就是朝向莱茵河东方。这意味着她正将目光投向莱茵高和整个德国。
日耳曼尼亚的头上则戴着德国特色的橡树叶，长发在风中飘扬。她身着一件厚重的褶皱长袍，上面装饰着各种饰品和动物。包括了鹰、鹿、乌鸦、龙和天鹅——这些动物经常出现在德国童话和传说中。衬裙的边缘饰有鹰饰带和宝石边框。日耳曼尼亚还佩戴了带有帝国鹰浮雕的胸甲护身。这些装饰物的目的是将当时德国形象的全部象征内容统一起来。
日耳曼尼亚塑像下面的基座镶有四段铭文，并伴随有四片棕榈叶，下一层装饰了花环、饰带、铁十字，其次是各个德意志邦国的徽章，以及帝国鹰的铜像。
帝国鹰的下方是一幅巨型浮雕，中间是骑马的威廉一世，周围是贵族、军官与士兵，并且铭刻了《守望莱茵》的歌词。

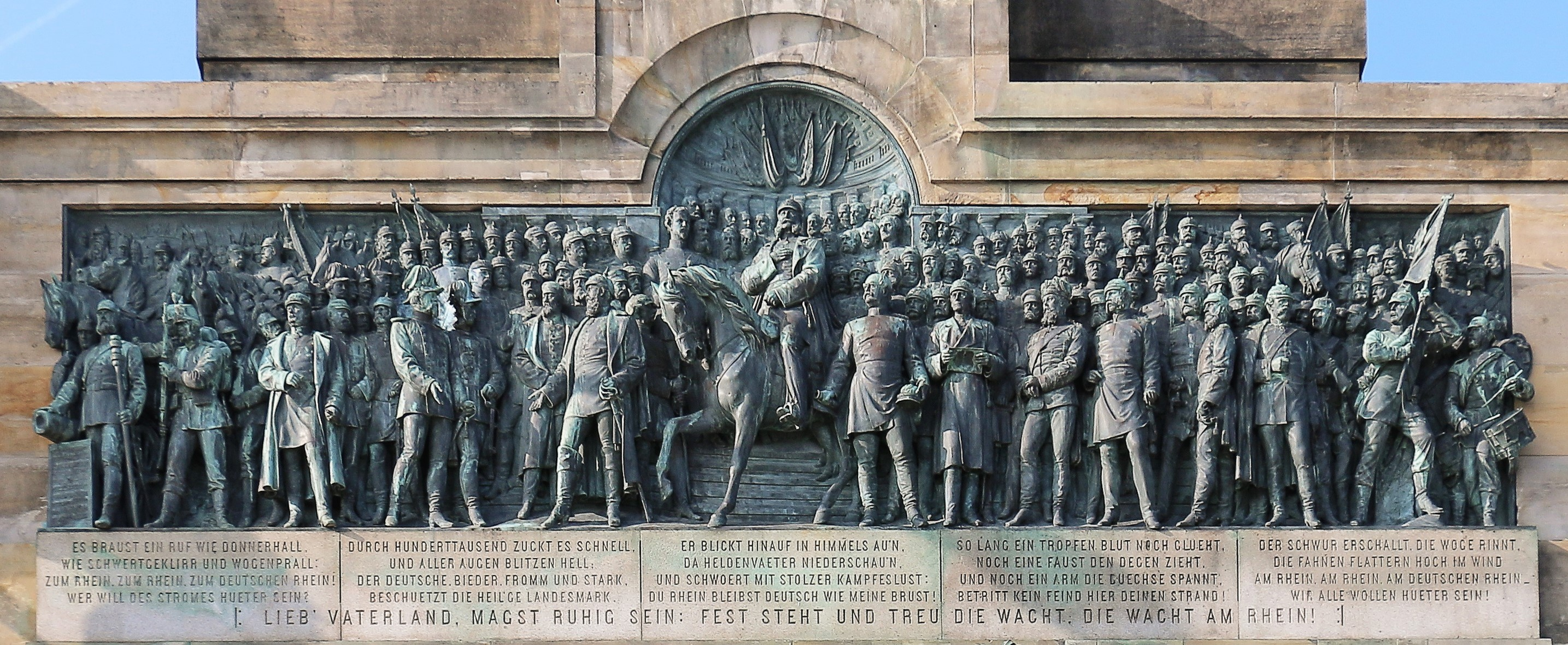
威廉一世浮雕与《守望莱茵》歌词

该浮雕下面还有一座铜像，刻画了莱茵之父将号角赠与女儿摩泽尔的场面，象征吞并阿尔萨斯-洛林。
纪念碑的左侧还有描绘送别普鲁士士兵场面的浮雕，右侧有描绘迎接战胜归来的普鲁士士兵场面的浮雕。
纪念碑的左前方有战争之神，右前方有和平之神。

### 銘文

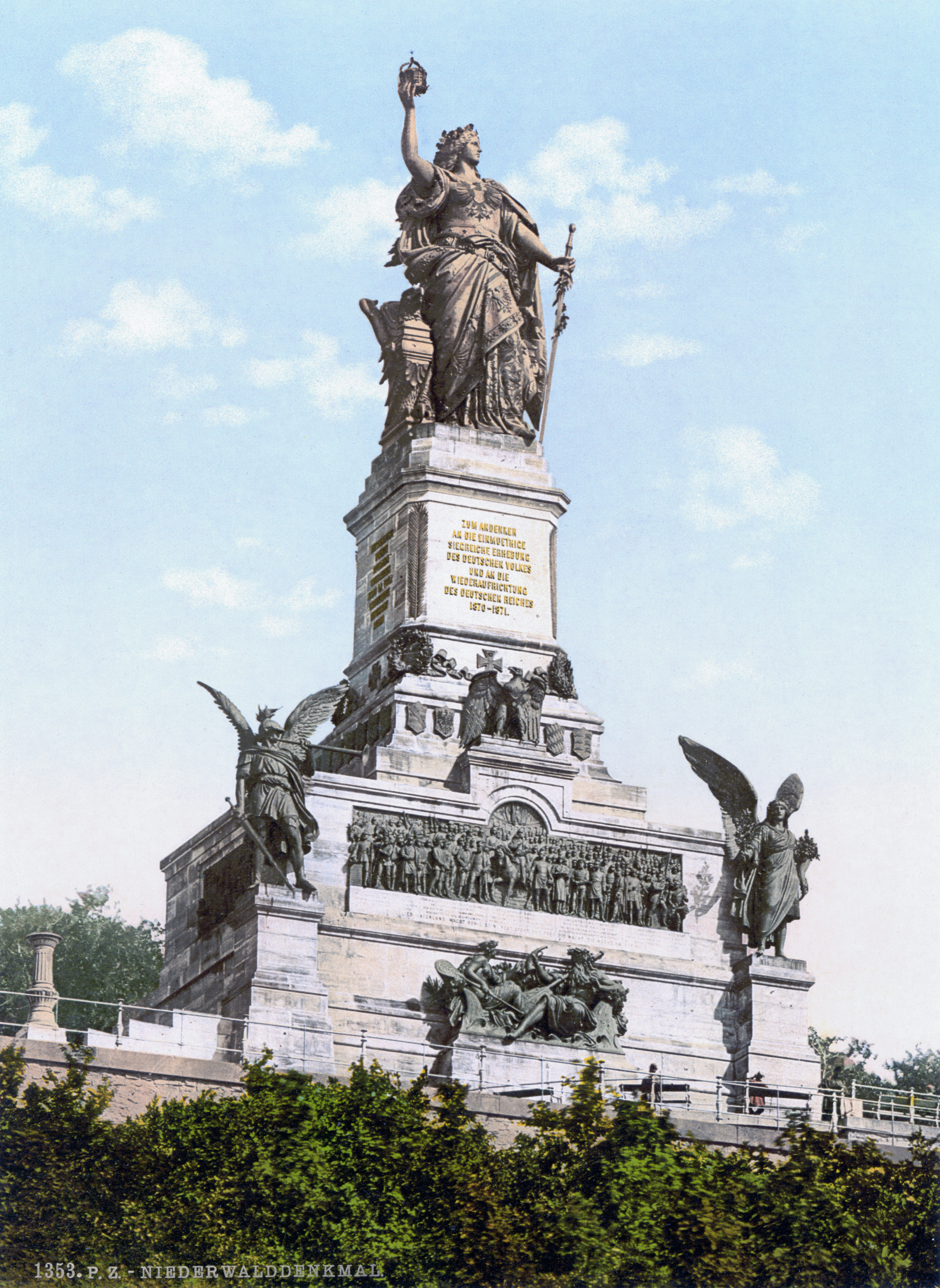
1900年左右的尼德瓦爾德紀念碑

這座紀念碑的主題銘文位於日耳曼尼亞塑像的底座前方：
| ZUM ANDENKEN AN DIE EINMUETHIGE SIEGREICHE ERHEBUNG DES DEUTSCHEN VOLKES UND AN DIE WIEDERAUFRICHTUNG DES DEUTSCHEN REICHES 1870–1871 | 紀念 德意志人民 光輝且一致的 鬥爭 以及 德意志帝國的 統一 1870–1871 |

塑像底座的左侧铭刻了维桑堡、沃尔特、斯皮什伦、库尔塞勒、马斯拉图尔、格拉沃洛特、博蒙、色当。右侧铭刻了史特拉斯堡、梅斯、勒布尔热、亚眠、奥尔良、勒芒、圣康坦、巴黎。
塑像底座的背面还有：
| FRIEDE ZU FRANKFURT 10. MAI 1871 | 法兰克福之盟 1871年5月10日 |